# Associazione Calcio Pieris 1941-1942
Questa voce raccoglie le informazioni riguardanti l'Associazione Calcio Pieris nelle competizioni ufficiali della stagione 1941-1942.

## Rosa
| N. |                   | Ruolo | Calciatore      |
| -- | ----------------- | ----- | --------------- |
|    | Italia (bandiera) | D     | Vittorio Bullin |
|    | Italia (bandiera) | C     | Mario Burlini   |
|    | Italia (bandiera) | D     | Alfiero Colombo |
|    | Italia (bandiera) | D     | Bruno Cremona   |
|    | Italia (bandiera) | P     | Alferio Cubi    |
|    | Italia (bandiera) | A     | Ugo Gregorin    |
|    | Italia (bandiera) | D     | Antonio Nonis   |
|    | Italia (bandiera) | C     | Marino Russi    |

| N. |                   | Ruolo | Calciatore       |
| -- | ----------------- | ----- | ---------------- |
|    | Italia (bandiera) | A     | Alvise Spanghero |
|    | Italia (bandiera) | A     | Duilio Spanghero |
|    | Italia (bandiera) | C     | Luigi Spanghero  |
|    | Italia (bandiera) | C     | Giulio Tabanelli |
|    | Italia (bandiera) | P     | Adelchi Vignat   |
|    | Italia (bandiera) | C     | Sergio Vittori   |
|    | Italia (bandiera) | A     | Astorre Zanolla  |